# Little Willie
Little Willie – pierwszy brytyjski prototyp czołgu Mark I, pierwszy czołg w historii. Pierwsze testy odbyły się 6 września 1915.

## Historia
W czasie I wojny światowej siłom brytyjskim brakowało pojazdu, który mógłby skutecznie pokonywać okopy wroga.
W 1915 roku pułkownik Ernest Swinton i pułkownik Maurice Hankey przekonali ówczesnego Pierwszego Lorda Admiralicji Winstona Churchilla, że kluczem do sukcesu są opancerzone pojazdy na gąsienicach, zdolne pokonywać okopy i tak powstał prototyp little Willie, czołg został wycofany z pracy kiedy w 1916 roku pojawił się czołg Mark I.
13-litrowy silnik Daimler-Knight o mocy 105 KM (78 kW) zasilany grawitacyjnie z dwóch zbiorników benzyny znajdował się z tyłu, pozostawiając wystarczająco dużo miejsca pod wieżą.
Brytyjczycy ten typ pojazdu nazwali tank, ponieważ chcieli ukryć jego prawdziwe zastosowanie lecz później utrwaliło się to w wojskowej terminologii (tank po angielsku oznacza zbiornik na wodę).